# Błonia
Công viên Błonia là một đồng cỏ rộng lớn với diện tích 48 ha ngay sát trung tâm lịch sử của thành phố Kraków, Ba Lan. 

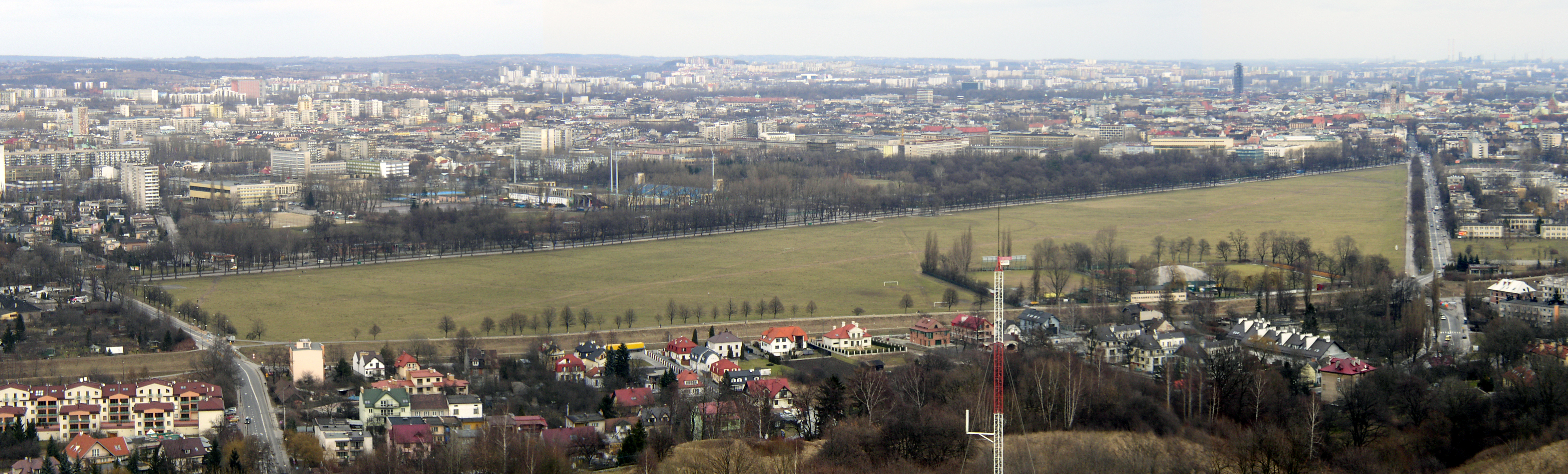
Công viên Błonia khi nhìn từ gò Kościuszko

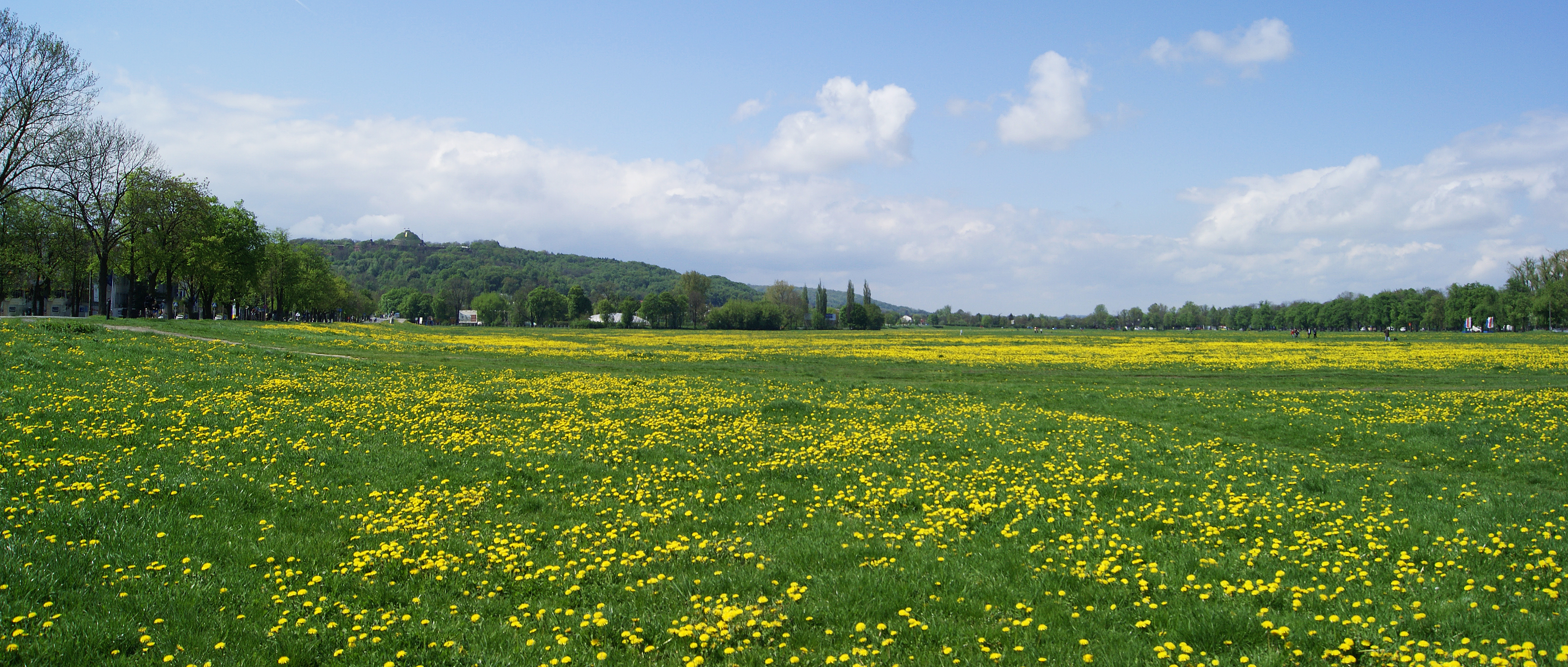
Công viên Błonia và Kociuszko

Lịch sử của công viên bắt đầu từ năm 1162, khi một nhà quý tộc giàu có Jaksa z Miechowa - sáng lập viên tại chi nhánh Ba Lan của Order of the Holy Sepulchre - tặng một khu đất nằm giữa Zwierzyniec và Łobzów cho Nữ tu Norbertine. Ý định của ông là nhận được một phước lành trước khi hành hương đến Thánh địa. Trong hai thế kỷ tiếp theo, đồng cỏ thuộc về các nữ tu, người vào năm 1366 đã trao đổi nó với chính quyền thành phố để lấy một trang viên ở Phố Florianska. Đồng cỏ được sử dụng bởi những người nông dân từ các làng lân cận để chăn thả gia súc của họ.
Cho đến thế kỷ 19, Công viên Błonia bị bỏ rơi phần lớn và thường bị dòng sông Rudawa tràn vào mùa xuân, biến nó thành vùng đất ngập nước với những hòn đảo nhỏ, có lẽ góp phần gây ra lan truyền dịch bệnh. Sau khi thoát khỏi đầm lầy, Błonia trở nên hoàn toàn phù hợp để tổ chức các cuộc tụ họp lớn. Năm 1809, khi thành phố được sáp nhập vào Công quốc Warsaw, Błonia là nơi chào quân của Napoleon, do Hoàng tử Jozef Poniatowski và Tướng Jan Henryk Dąbrowski tổ chức.
Ngày nay Błonia là một khu vực giải trí, thường xuyên tổ chức các sự kiện lớn như các buổi hòa nhạc và triển lãm. Nơi này được biết đến nhiều nhất với các Thánh lễ lớn được Đức Thánh Cha Gioan Phaolô II cử hành vào các năm 1979, 1983, 1987, 1997 và 2002. Giáo hoàng Benedict XVI cũng đã cử hành Thánh lễ ở đó trong hành trình đến Ba Lan vào tháng 5 năm 2006. Thánh lễ khai mạc Ngày Giới trẻ Thế giới 2016 được tổ chức tại Công viên Błonia vào tháng 7 năm 2016, tuy nhiên các sự kiện chính, bao gồm Thánh lễ do Đức Giáo hoàng Phanxicô cử hành, đã được tổ chức bên ngoài thành phố.
Công viên Błonia cũng được sử dụng để tổ chức các sự kiện văn hóa nổi tiếng, như các buổi hòa nhạc được tổ chức bởi một đài phát thanh địa phương hoặc lễ hội sinh viên Iuvenalia. Buổi hòa nhạc Take Chances World Tour của ngôi sao nhạc pop Celine Dion vào ngày 28 tháng 6 năm 2008 đã biểu diễn cho gần 55.000 người  Đồng cỏ rộng lớn cũng được sử dụng để quảng bá chính trị cho ngành chăn nuôi vùng Małopolska của PSL vào năm 2011 với một đàn cừu 150 con trong khoảng cách hàng trăm km trong một tháng và thành phố cho phép trị giá 3.200 złoty. Gia súc cũng được chăn thả tại Błonia vào những năm 1970.